# Vacanze romane e altri successi
Vacanze romane e altri successi è la nona raccolta dei Matia Bazar, pubblicata su CD dalla Polydor Records (catalogo 314 5 59778 2) nel 1999.

## Descrizione
Raccolta quasi mai riportata sulle discografie ufficiali, come pure la ristampa del 2008 pubblicata dall'etichetta discografica DDD - La Drogueria di Drugolo con copertine gialle anziché celesti. Quest'ultima è anche disponibile per il download digitale.
Di fatto, si tratta di una ristampa dell'album Radiomatia, con i brani ridotti di numero e presentati in ordine differente, ma con durate ed esecuzioni (versioni) identiche a quelle presenti nell'album originale. Anche la cantante solista di tutti i pezzi in questa raccolta è Laura Valente, proprio come in Radiomatia.
Curiosamente l'album viene pubblicato a gruppo praticamente sciolto. Infatti, poco dopo la dipartita di Salvatore 'Aldo' Stellita, anche Laura Valente e Sergio Cossu abbandonano i Matia Bazar, lasciando solo lo storico membro fondatore Giancarlo Golzi, unico superstite del gruppo originale iniziale di 23 anni prima.
Nessun inedito, né singolo estratto.

## Tracce
L'anno di pubblicazione di tutte le tracce è il 1995.
CD
1. Vacanze romane – 5:09 (testo: Giancarlo Golzi* – musica: Carlo Marrale)
2. Stasera... che sera! – 4:42 (testo: Aldo Stellita – musica: Carlo Marrale, Piero Cassano)
3. Ti sento – 4:22 (testo: Aldo Stellita – musica: Carlo Marrale, Sergio Cossu)
4. Cavallo bianco – 4:30 (testo: Aldo Stellita, Giovanni Belfiore – musica: Piero Cassano, Carlo Marrale)
5. C'è tutto un mondo intorno – 3:48 (testo: Giancarlo Golzi, Aldo Stellita – musica: Carlo Marrale, Piero Cassano, Antonella Ruggiero)
6. Mi manchi ancora – 4:06 (testo: Aldo Stellita – musica: Antonella Ruggiero, Sergio Cossu)
7. Stringimi – 4:00 (testo: Aldo Stellita – musica: Sergio Cossu)
8. Noi – 4:43 (testo: Aldo Stellita – musica: Sergio Cossu)
9. Aristocratica – 4:20 (testo: Aldo Stellita – musica: Carlo Marrale)
10. La prima stella della sera – 3:51 (testo: Aldo Stellita – musica: Carlo Marrale, Sergio Cossu)

*Il testo di Vacanze Romane fu firmato da Giancarlo Golzi ma, come tutti i testi dei Matia Bazar, fu scritto da Aldo Stellita.

## Formazione

### Gruppo
- Laura Valente - voce solista
- Sergio Cossu - pianoforte, Emulator IV, tastiere
- Aldo Stellita - basso
- Giancarlo Golzi - batteria, percussioni

### Altri musicisti
- Paolo Gianolio - chitarrone, chitarra
- Giorgio Ioan - basso elettrico fretless in Mi manchi ancora